# Nacho (Fußballspieler, 1982)
Nacho, bürgerlich Ignacio Rodríguez Ortiz (* 6. November 1982 in Laredo), ist ein ehemaliger spanischer Fußballspieler.

## Karriere
Nacho begann seine Karriere in der Jugendmannschaft von Real Oviedo. 2000 kam er zu Racing Santander, wo er einen Einsatz in der Primera Division verbuchen konnte. Der Stürmer wurde am 15. Juni 2003 bei der 2:4-Niederlage gegen Betis Sevilla für Javi Guerrero in der 75. Minute eingewechselt.
Nach nur einem Jahr bei Racing wechselte er zum unterklassigen FC Cartagena, welchen er nach einem Jahr Richtung Lanzarote zum UD verließ. Nach einigen Jahren auf der Insel wechselte er 2008 nach Österreich zur SV Ried, wo er in der Bundesliga aktiv ist.
Nacho gab sein Debüt am 6. Spieltag im Derby gegen LASK Linz, wo er in der 70. Minute für Stefan Lexa eingewechselt wurde. Sein erstes Tor in der höchsten österreichischen Spielklasse erzielte der Spanier am 23. August 2008 gegen den FC Red Bull Salzburg, als er das 1:0 bei der 1:2-Niederlage erzielte. Am Ende der Saison 2010/11 wurde der Spanier mit der SV Ried österreichischer Pokalsieger.
Nach 148 Bundesliga-Spielen für die SV Ried, in denen Nacho 28 Treffer erzielte, wechselte er im Sommer 2013 zurück in seine Heimat Spanien zum SD Noja in der Segunda División B, der dritthöchsten Spielklasse im spanischen Ligasystem. Nach nur zwei Spielen (und einem erzielten Tor) bei SD Noja wechselte Nacho im Januar 2014 innerhalb der Segunda División B zum CD Alcoyano.
Nach einem kurzen Aufenthalt in Bolivien bei Universitario de Sucre und mehreren Stationen bei unterklassigen spanischen Vereinen beendete er im August 2020 bei Gimnástica de Torrelavega seine Spielerkarriere.

## Erfolge
- österreichischer Pokalsieger 2011